# Museo Morse de Arte Americano
El Museo de Arte Americano Charles Hosmer Morse también conocido como  Museo Morse de Arte Americano es un museo conocido por su colección art nouveau, alberga la colección más completa de las obras de Louis Comfort Tiffany encontradas en cualquier lugar, una importante colección de cerámica de arte estadounidense y excelentes colecciones de finales del siglo XIX y Pinturas, gráficos y artes decorativas estadounidenses de principios del siglo XX. Se encuentra en Winter Park, Florida, Estados Unidos.

## Historia
El museo fue fundado por Jeannette Genius McKean en 1942 y está dedicado a su abuelo, el industrial Charles Hosmer Morse de Chicago. El primer director del museo fue su esposo, Hugh McKean.
El museo se ubicó por primera vez en el campus de Rollins College. Allí, en 1955, los McKean organizaron la primera exposición de obras de Louis Comfort Tiffany desde la del artista en 1933.
En 1957, Hugh McKean se enteró por la hija de Tiffany de que la propiedad de Tiffany, Laurelton Hall, se había reducido a ruinas. McKean, que había sido estudiante de arte en la finca de Laurelton Hall de Tiffany en 1930, recordó las palabras exactas de Jeannette en la escena de la devastación: "Vamos a comprar todo lo que queda y tratar de salvarlo".
Entre estas adquisiciones se encuentran partes de la capilla de 1893 de Tiffany para la Exposición Mundial Colombina; ventanas de vidrio emplomadas galardonadas; y elementos arquitectónicos importantes como la logia de amapolas, que fue donada al Museo Metropolitano de Arte e instalada en el Charles Englehart Court.
El Museo se trasladó a una nueva ubicación en East Welborne Avenue, Winter Park, en 1978. El museo abrió en su ubicación actual en Park Avenue en 1995, y ahora tiene más de 19 pies cuadrados (1,8 m²) de espacio público y expositivo.
En febrero de 2017, el museo celebró su 75 aniversario con una exposición retrospectiva.

## La colección Tiffany

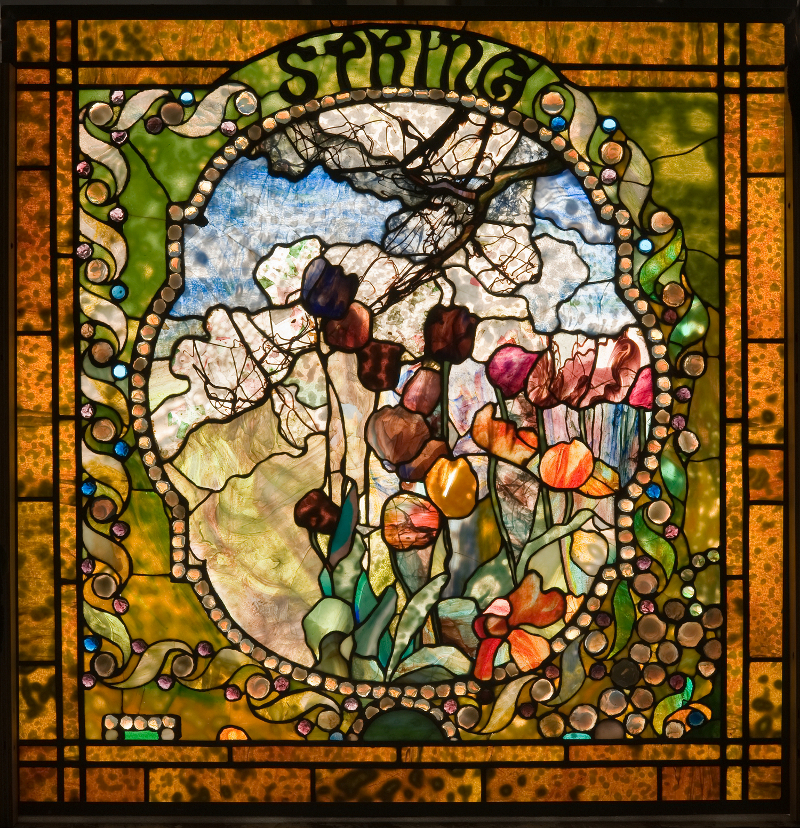
Panel de primavera de la ventana del Four Seasons, c. 1899-1900. Este panel se exhibió en Laurelton Hall, la casa de Louis Comfort Tiffany, y se exhibe en el Museo de Arte Americano Charles Hosmer Morse.

La colección Tiffany forma la pieza central del Museo Morse. Incluye ejemplos en todos los medios que exploró, en cada tipo de trabajo que produjo y en cada período de su vida. Las existencias van desde las galardonadas ventanas de vidrio emplomado hasta los botones de vidrio. Incluye pinturas y extensos ejemplos de su cerámica, así como joyas, esmaltes, mosaicos, acuarelas, lámparas, muebles y ejemplos de su vidrio soplado.
La colección de Tiffany incluye la Capilla Tiffany reconstruida que se creó para la Exposición Mundial Colombina de Chicago en 1893, con sus ventanas, mosaicos, elementos arquitectónicos y muebles bizantino-románicos de colores brillantes. La capilla fue completamente reensamblada y abierta en abril de 1999 al público en general por primera vez en más de 100 años. Mide aproximadamente 39 pies (11,9 m) de largo y 23 pies (7 m) de ancho, elevándose en su punto más alto a aproximadamente 24 pies (7,3 m).
En febrero de 2011, el Morse abrió una nueva ala que proporcionó 6 pies cuadrados (0,6 m²) de espacio de la galería para la exhibición permanente de su colección de arte y objetos arquitectónicos de la finca de Tiffany's Long Island, Laurelton Hall.

## Otras colecciones

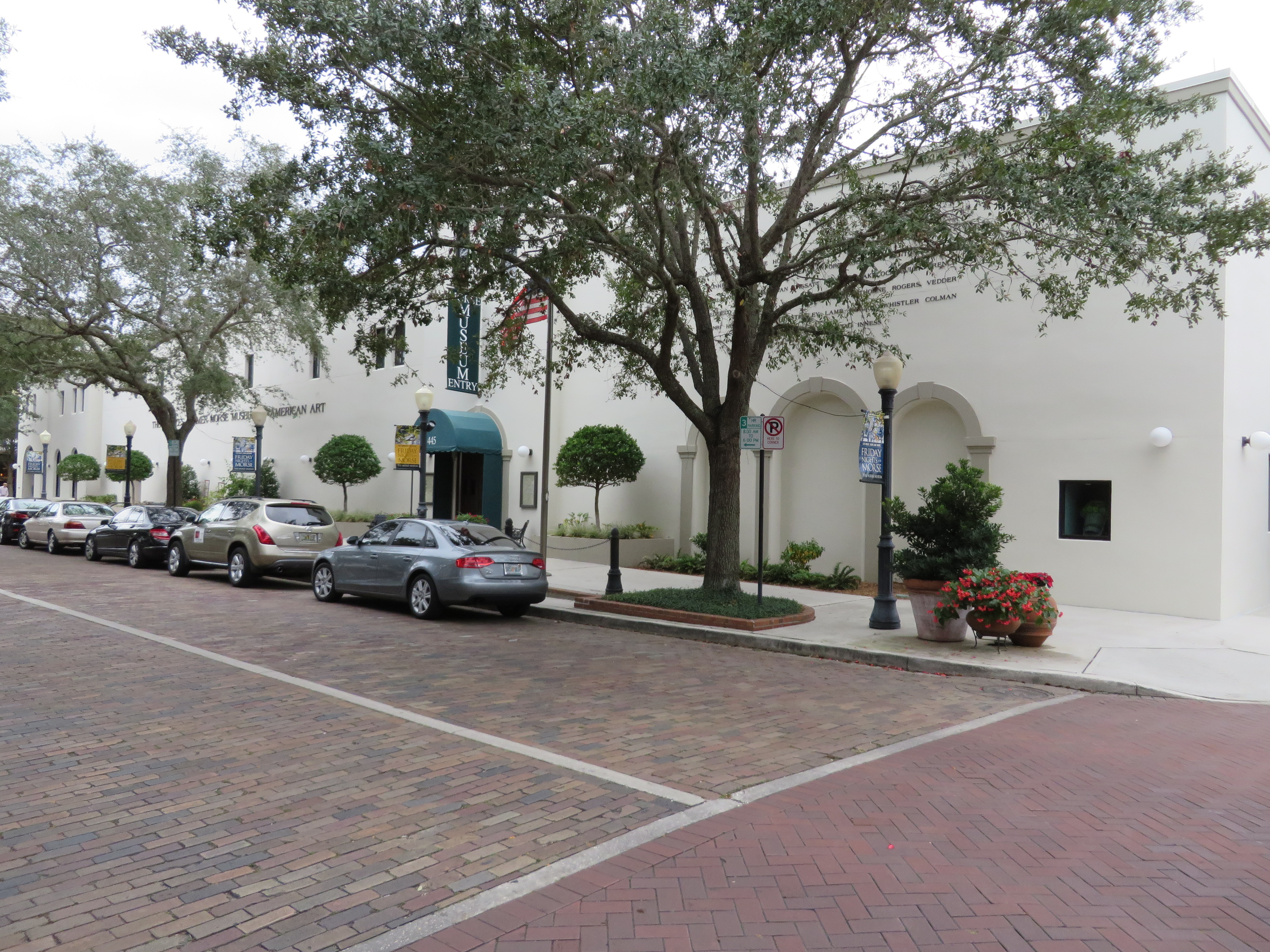
Exterior del museo.

Otras ventanas de vidrio emplomado de la colección incluyen obras de William Morris, Louis Sullivan, Frank Lloyd Wright, John LaFarge y Arthur J. Nash. Émile Gallé, René Lalique y Peter Carl Fabergé están representados en la joyería y la plata. La colección de muebles incluye piezas de Emile Gallé, Louis Majorelle y Gustav Stickley, así como las de Tiffany. El museo también tiene más de 800 piezas en su colección de cerámica de arte estadounidense del siglo XIX, incluidas unas 300 piezas de Rookwood. La colección de esculturas incluye obras de Thomas Crawford, Hiram Powers, Daniel Chester French, John Rogers entre otros.
El museo también tiene una buena colección de pinturas y grabados estadounidenses. Las pinturas incluyen obras de Samuel Morse (un pariente de Charles Hosmer Morse), Thomas Doughty, George Inness, John Singer Sargent, Rembrandt Peale, Cecilia Beaux, Martin Johnson Heade, Maxfield Parrish, Arthur Bowen Davies, Hermann Ottomar Herzog, Thomas Hart Benton y Samuel Colman. Las impresiones incluyen obras de algunos de los mismos artistas, así como Grant Wood, Mary Cassatt, Paul Cézanne, Childe Hassam, John Steuart Curry y Edward Hopper.